# Международный совет безопасности
Международный совет безопасности (Council for Inter - American Security, CIS) — проправительственный научно-исследовательский институт Мун Сон Мёна, основанный в 1979 году в Вашингтоне с целью изучения глобальных внешнеполитических вопросов безопасности, в частности на Ближнем Востоке, проводил конференции по вопросам международной безопасности, приглашая на них лидеров из разных государств и стран, включая коммунистический Китай. 
В председательский совет организации входили многие видные деятели, например профессор Колумбийского университета Хан Джинкён, американский дипломат Чарльз Ликенштейн, генерал Армии США Майкл Шэннон Дэвисон и генерал-лейтенант Гордон Самнер. и известный член Движения Объединения Антонио Бетанкур. Организация выступала за вывод израильских войск из оккупированных территорий. Президентом организации был известный американский политик и советник президента Рейгана Джозеф Чурба, который многократно выступал на телевидении с повесткой дня организации: в Эн-Би-Си, Эй-Би-Си и Шоу Ларри Кинга.

## История
В 1985 году организация провела международную конференцию на тему Международная безопасность и брежневская доктрина. В 1988 году, за три года до распада Советского Союза, Международный совет безопасности провел международную конференцию в Женеве на тему Уязвимые точки советской империи. Также организация критиковала коммунистические власти мира за их архаичное «советское мышление».
В 1991 году организация провела симпозиум на тему Кризис в Персидском заливе: Американская и советская точки зрения. В том же году организация провела в здании Госдепа США конференцию на тему Перемены и преемство в Советской Армии: Postmortem с участием на ней министра обороны СССР. В 1991 году официальные лица организации выступали в Сенате США с докладом Северокорейские ядерные возможности.

## Публикации
- National security in northeast Asia (Национальная безопасность в Северо-Восточной Азии) 1986[16].
- Security of the sea lanes of Asia (Безопасность морских путей в Азии) 1986[17].
- The Future of US-Cuban Relations (Будущее американо-кубинских отношений). Дэвид Джордан. 1991.
- Global affairs (Глобальные отношения). 1991.
- The Soviet-Syrian Alliance and Security of the Middle East (Советско-сирийский альянс и безопасность на Ближнем Востоке).1987[18].
- Security Policy in East Asia: A Politico-Military Assessment (Политика безопасности в Восточной Азии: Политико-военная оценка).1988.
- The Caribbean Basin and global security (Карибский бассейн и международная безопасность).[19]
- Middle East (Ближний Восток). 1988[19].
- Affirmative strategy II (Решительная стратегия II).1989[19].
- Middle East peace prospects (Шансы на мир на Ближнем востоке).1989[20].